# Vermes Lajos
Nagybudafalvi Vermes Lajos (Szabadka, 1860. június 27. – Szabadka, 1945. május 22.) sportoló, oktató, sportszervező.

## Életpályája
Budapesten orvosi tanulmányokat kezdett. Tornászként tűnt fel, de szinte minden akkor ismert sporttal foglalkozott. Egyike volt a magyarországi legelső kerékpárosoknak. 
1880-ban fivéreivel együtt létrehozta a Szabadkai Torna Egyletet, és ennek keretében 1880 és 1914 között évente megszervezték a Palicsi Olimpiai Játékokat,  atlétikai, úszó-, kerékpárosversenyeket és ünnepélyeket, télen pedig jégünnepélyeket rendeztek.
Maradandó alkotása az 1892-ben Szabadkán megépített 500 m hosszú, 4 m széles, ellipszis alakú kerékpárpálya. Magyarországon ez volt az első ilyen pálya, Európában pedig a harmadik. A pálya mellett épült fel a Bagolyvár elnevezésú épület, ami Olimpiai Játékok során a sportolók szálláshelyéül ("Olimpiai falu") szolgált.

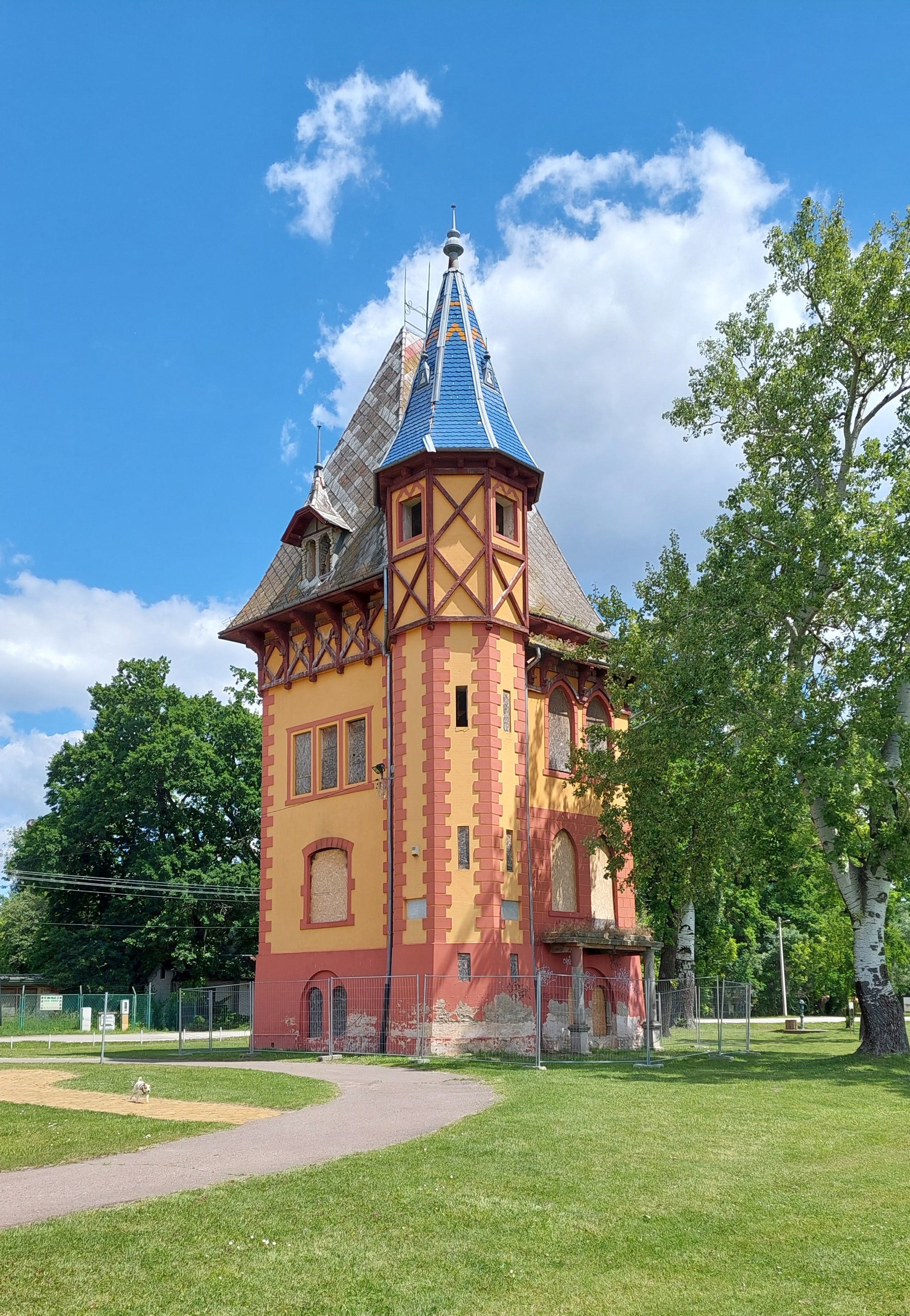
Bagolyvár épülete Palicson

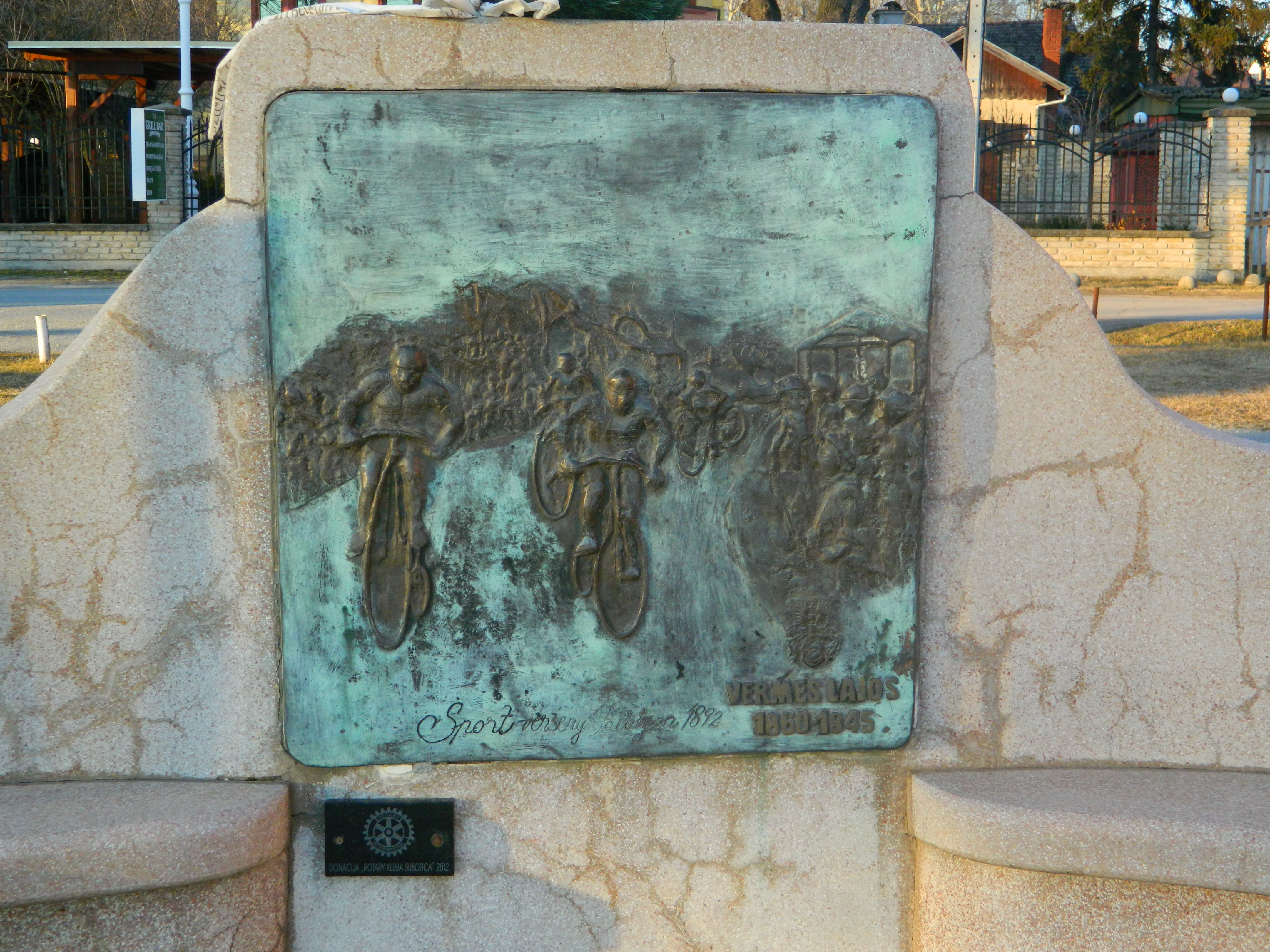
Palicsi Olimpiai Játékok emléktáblája

## Emlékezete
- Vermes Lajos-díj[5]
- A Palicsi-tó partján 2004-ben avatták fel teljes alakú, 1:1 méretű bronzszobrát.[6]
- A nevét viseli egy tóparti sétány (obala Vermeš Lajoša).
- Vermes Lajos-napok programsorozat Palicson (1. nap gyermek sportversenyek, 2. nap szakmai előadások, 3. nap VeLaTour kerékpár és gyalogtúra)